# Las Estrellas Europe
Las Estrellas Europe est une chaîne de télévision européenne en langue espagnole appartenant à Televisa provenant de Mexico au Mexique. Elle diffuse les émissions originales de Las Estrellas à l'intention du public résidant en Europe.

## Telenovelas
Lundi au vendredi
- 17h00 - Por siempre mi amor (inédite)
- 18h00 - Qué pobres tan ricos (inédite)
- 19h00 - Quiero amarte (inédite)
- 20h00 - De que te quiero, te quiero (inédite)
- 22h00 - Lo que la vida me robó (inédite)

Bientôt
- El color de la pasión
- La malquerida
- La gata

## Séries
- Como dice el dicho
- La Rosa de Guadalupe

## Programmes
- Primero Noticias
- Noticiero con Lolita Ayala
- Noticiero con Joaquín López Dóriga
- Netas divinas
- Esta cañón
- Con derecho de Admisión
- Es de noche y ya llegue
- Mojoe
- Desmadruga2
- La familia P.Luche
- GEM (original: Gringo en México en espagnol)
- Expresiones de Los Cabos
- Pequeños gigantes
- Su sana adicción
- Miembros al aire
- Vidas paralelas